# 逆王水
逆王水，又稱“反王水”、“勒福特王水”、“红酸”，是一种具有强烈腐蚀性的物质，外观为红色发烟液体，有刺激性气味。它和王水一样，由硝酸和盐酸组成；只不过硝酸和盐酸的比值是3：1，而王水是1：3。逆王水不但可以溶解金，还可以溶解银，還能溶解王水所不能溶解的金属，氧化性比王水强，但氯的配位能力弱于王水，也不能溶解玻璃等物質。逆王水也可以用于溶解汞、钼等金属，還有铁、锰、锗的硫化物、氧化硫以及黄铁矿。因为配制成的混酸中溶有分解的二氧化氮呈现红色，也称之为红酸。
作用原理：3HNO₃+HCl⇌H₂[(N₃O₈)Cl] ＋H₂O
纯逆王水是由氯化氢溶解在二缩三硝酸中生成的配合物，在水溶液中完全电离。是具有强氧化性的强酸，700KPa压强下为纯净物，是无色油状的透明液体，常温下分解产生氮的氧化物而显橘红色，并强烈发烟。这种络合酸氧化性很强，并且其阴离子有很好的配位性，能生成多种可溶性复盐，故多用于溶解金属、难氧化的过渡金属氧化物或氢氧化物。